# 梅嶺遊覽車翻覆事故

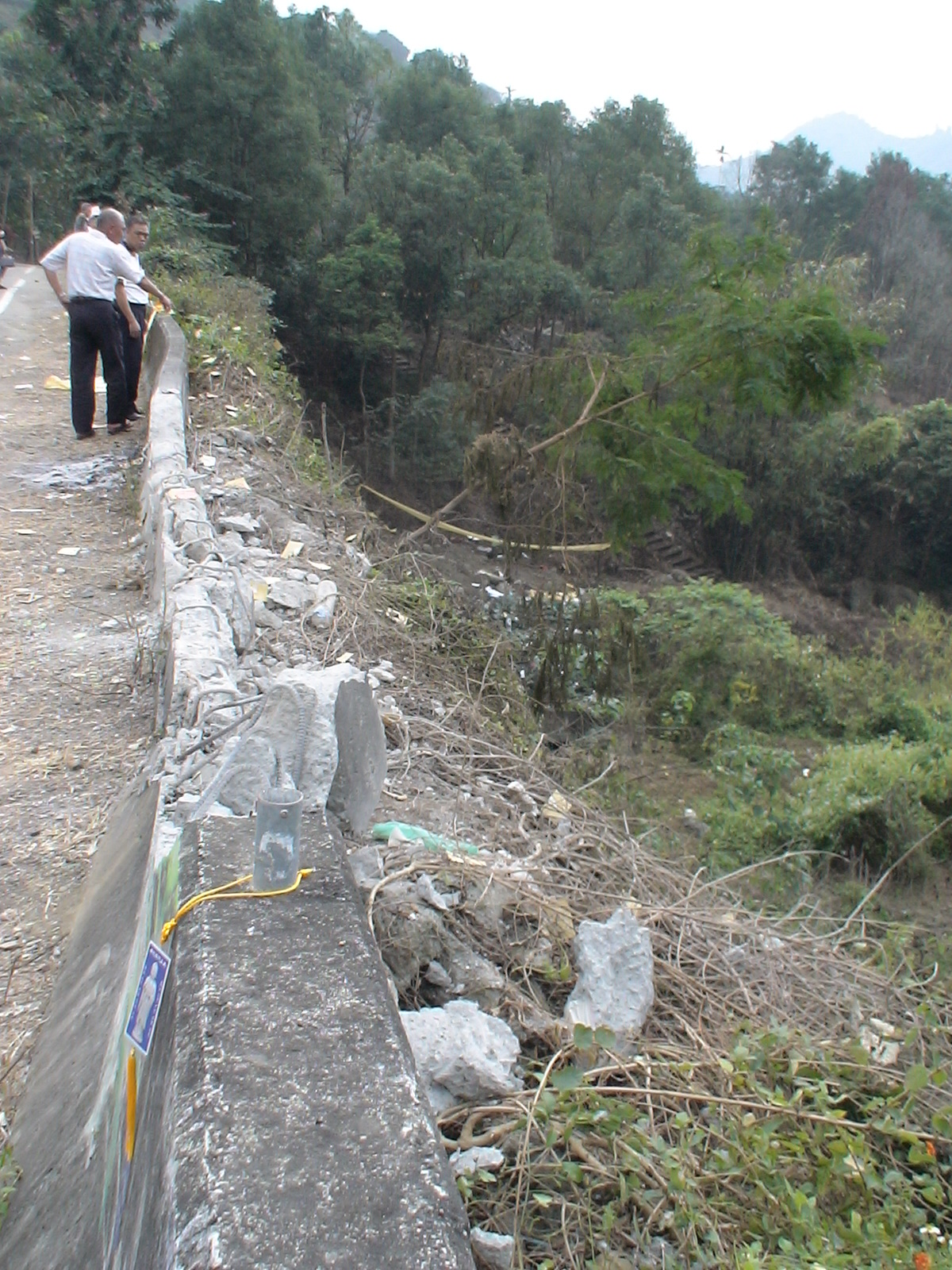
遊覽車墜落之山崖（事故1週後）

梅嶺遊覽車翻覆事故，是於2006年12月3日發生在台灣臺南縣楠西鄉（今臺南市楠西區）梅嶺風景區的一起重大遊覽車交通事故，事故釀成車上22人死亡、24人輕重傷，是台灣自1986年谷關遊覽車墜河事故以來死傷極為慘重的道路交通事故之一

## 事故經過
2006年12月3日下午4時42分左右，一輛隸屬於高雄縣鳳山市（今高雄市鳳山區）八方通運公司的遊覽車，搭載高雄市鼎金國民小學45名家長會的家長、學生及志工，在準備踏上歸途時，於台南縣楠西鄉南188鄉道梅嶺路段失控翻車，最後墜入20多公尺深的溪谷，共計造成車上22人死亡、24人輕重傷，其中有四對夫妻同時罹難，另外亦有四位小孩在事故中喪生。

## 事故調查及原因

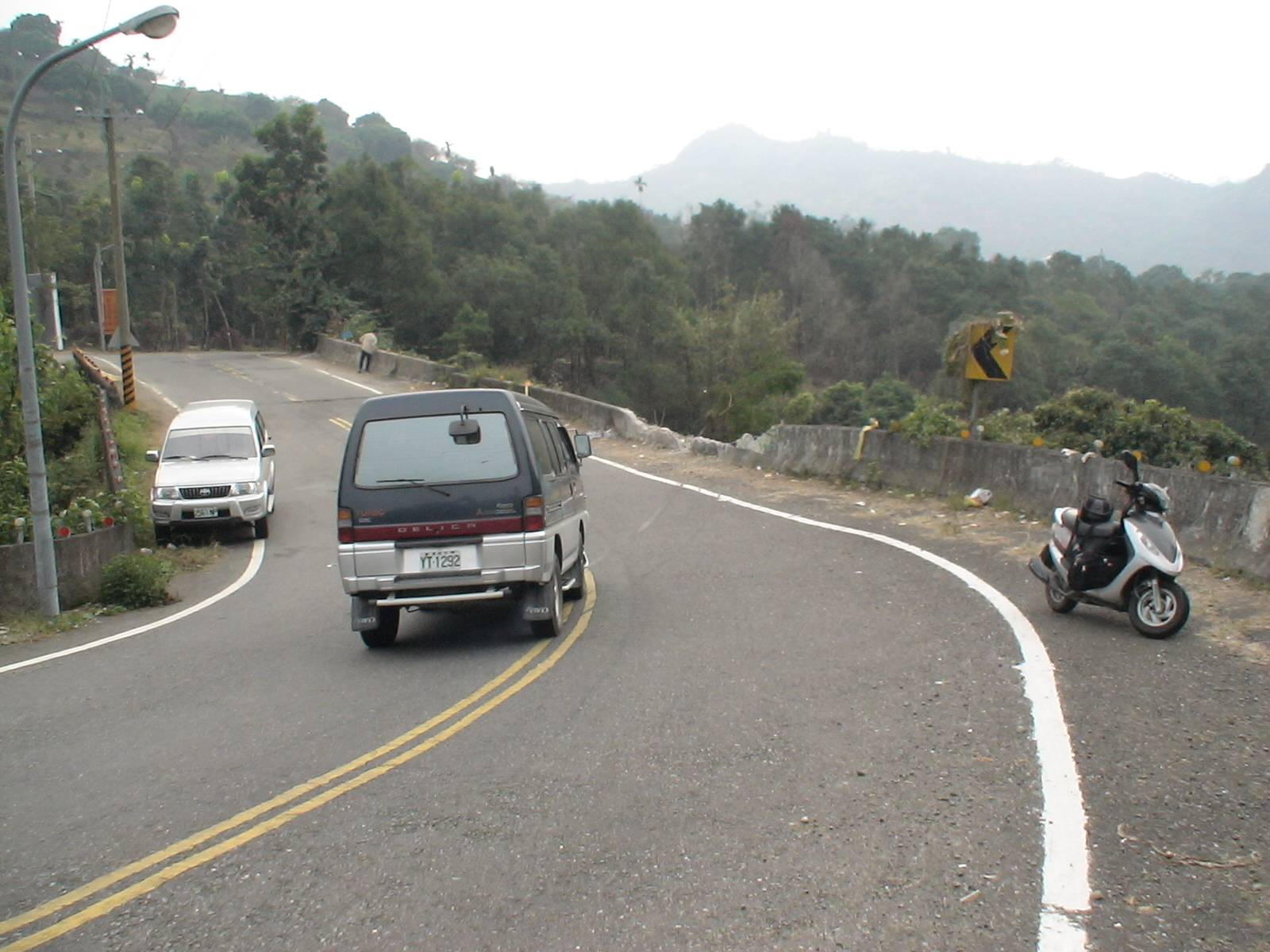
事故發生之彎道：水泥護欄遭撞碎。（事故1週後）

事故發生後隔天，台南地檢署檢察官陳明進至現場勘驗，指出肇事現場有三條長達43.1公尺的三道括地痕，並認定車上的輪胎一部分為再生胎，且磨損狀況十分嚴重，並認為是事故發生的原因之一，但事後經公路總局調查，該車所有的輪胎皆非再生胎。
該遊覽車的車齡已達18年，駕駛執照被吊銷，身亡的見習駕駛不具駕駛資格。經檢警根據證人證詞初步判斷，當時應是駕駛開車，但由於車內證人說詞不一，檢方解剖見習駕駛的遺體以確認當時的駕駛者。

## 影響
- 雖證實輪胎非再生胎，公路總局仍研擬國道客運及遊覽車禁止使用。
- 公路總局將修法將胎紋深度納入遊覽車定期檢驗。
- 公路總局將在三個月內完成修法，強制大客車裝置安全帶。
- 公路總局修改駕駛大型車輛資格，在民國96年2月1日之前考取的聯結車駕照都可以駕駛大客車。而民國96年2月1日之後，由大貨車直升聯結車的駕照，均會被加註(不得駕駛大客車)的附註，即俗稱的(梅嶺條款)。在96年2月1日後，只有由大客車駕照升級成的聯結車駕照，才可以合法地駕駛大客車。
- 車齡12年以上大型車限營固定路線交通車，不得經營遊覽車。同時需在車身明顯部位標示出廠時間。
- 梅嶺商家生意大受影響。
- 教育部訂定學校出遊租用車輛年限
- 避免因路線條件不佳的山區公路造成大客車行駛之安全，公路總局於96年擬訂「大客車禁行及行駛應特別注意路段檢視作業要點」，並與各地方政府據以全面清查轄區內公路的設計條件，經彙整目前大客車禁行路段共計有68處，行駛應特別注意路段則有184處。業公佈於公路總局網站/「國道客運/遊覽車專區」/「全國大客車禁行及行駛時應特別注意之路段調查表」，供用路人查詢並作行旅前之路線規劃。

## 後續
2007年4月25日，由立委黃昭順出席立法院交通委員會，當面要求交通部游次長，就梅嶺車禍事件成立專案小組

## 外部連結
- 番薯藤新聞網專輯—遊覽車墜谷 魂斷梅嶺 （页面存档备份，存于）
- Yahoo!新聞專輯—公路史上最慘車禍[]
- 梅嶺車禍家屬為改善大客車安全問題所成立的社團網站(高雄市大客車乘客權益促進協會)
- 梅嶺車禍記錄片(新聞與相關照片編輯而成的影片) （页面存档备份，存于）